# Desmometopa nigeriae
Desmometopa nigeriae är en tvåvingeart som beskrevs av Curtis W. Sabrosky 1983. Desmometopa nigeriae ingår i släktet Desmometopa och familjen sprickflugor.
Artens utbredningsområde är Nigeria. Inga underarter finns listade i Catalogue of Life.